# Anna Sofia Reventlow
Anna Sofia Reventlow (Castello di Clausholm, 16 aprile 1693 – 7 gennaio 1743) è stata una regina danese, amante e poi moglie di Federico IV di Danimarca.

## Biografia
Era figlia di Conrad von Reventlow, cancelliere di Federico dal 1699 al 1708.
Il re si innamorò di lei nel 1711 e la sposò morganaticamente l'anno dopo a Skanderborg Slot, dove la giovane andò a vivere. Federico risultava bigamo ma la chiesa danese giustificò i matrimoni del re rifacendosi alla poligamia dei profeti ebraici.
Divenne duchessa di Schleswig e nel 1721, quando morì la regina Luisa di Meclemburgo-Güstrow, Federico risposò Anna Sofia e la fece incoronare sovrana di Danimarca e Norvegia.
Ciò destò scandalo a corte e provocò liti tra Federico e i suoi fratelli Carlo e Sofia Edvige. L'unica che ebbe un buon rapporto con la nuova regina fu Carlotta Amalia.
Anna Sofia venne incolpata di esercitare troppa influenza sul re, il quale nel suo testamento dispose che la regina non perdesse i suoi diritti.
Tuttavia, quando divenne vedova nel 1730, venne esiliata da Copenaghen e confinata nel suo palazzo natale vicino Randers. Di fatto rimase agli arresti domiciliari per il resto della sua vita in quanto le venne proibito di lasciare la sua residenza senza l'autorizzazione del re.

## Discendenza
Diede alla luce tre figli che morirono bambini:
- Cristiana Amalia (23 ottobre 1723-Copenaghen, 7 gennaio 1724);
- Federico Cristiano (Frederiksberg, 1º giugno 1726-Frederiksberg, 15 maggio 1727);
- Carlo (16 febbraio 1728-Copenaghen, 8 luglio 1729).